# Cynomorphe
L'adjectif cynomorphe signifie « ressemblant à un chien ».
Parmi les singes, la notion de Cynomorphes ou Cynocéphales (littéralement « tête de chien ») désignait la famille des Cercopithécidés (singes à museau long et longue queue) avec notamment le genre Cercopithecus.